# Orehovica
Orehovica (mađarski Drávadiós) je općina u Hrvatskoj. Smještena je u Međimurskoj županiji.

## Zemljopis
Općina Orehovica smještena je u južnom dijelu Međimurske županije. Na osnovu izmjene Zakona o područjima županija, gradova i općina u Republici Hrvatskoj (NN br. 90/92, 29/94 i 10/97) u siječnju 1997. godine Općina Orehovica formirana je kao nova jedinica lokalne samouprave izlaskom naselja Orehovica, Podbrest i Vularija iz sastava Općine Mala Subotica.
Općina Orehovica graniči:
- zapadno s Gradom Čakovcem, odnosno naseljima Totovec i Ivanovec
- istočno s Gradom Prelogom, odnosno s naseljem Otok
- sjeverno s Općinom Mala Subotica, odnosno njezinim naseljima Mala Subotica, Sveti Križ i Štefanec
- južno s Varaždinskom županijom

## Općinska naselja
U sastavu općine nalazi se 3 naselja (stanje 2006.), to su: Orehovica, Podbrest i Vularija.

## Stanovništvo
| broj stanovnika | 1179  | 1220  | 1589  | 1696  | 1469  | 1891  | 2204  | 2415  | 2840  | 3038  | 2919  | 2929  | 2941  | 3038  | 2769  | 2685  | 2720  |
|                 | 1857. | 1869. | 1880. | 1890. | 1900. | 1910. | 1921. | 1931. | 1948. | 1953. | 1961. | 1971. | 1981. | 1991. | 2001. | 2011. | 2021. |

| broj stanovnika | 656   | 645   | 772   | 823   | 779   | 940   | 1127  | 1171  | 1335  | 1461  | 1421  | 1508  | 1623  | 1761  | 1659  | 1669  | 1803  |
|                 | 1857. | 1869. | 1880. | 1890. | 1900. | 1910. | 1921. | 1931. | 1948. | 1953. | 1961. | 1971. | 1981. | 1991. | 2001. | 2011. | 2021. |

Stanovništvo čine Hrvati i Romi (18%).

## Povijest
Prostor današnje općine Orehovica u povijesnom smislu prvi put se spominje početkom 13. stoljeća, točnije 1232. godine kao posjed Vezmić koji je bio smješten uz Dravu na području naselja Vularija, Orehovica, Podbrest te naselja uzvodno: Totovec, Novo selo na Dravi i Kuršanec. U vrijeme vladavine Zrinskih postojala je jurisdikcija Breztth a činila su ga sela Otok, Breztth i Orehovicza sa sjedištem u Podbrestu.
U vrijeme mađarske administracije od 1861. do 1918. godine, uređenjem nove mreže općina, Orehovica je postala središte općine koju su uz nju činili Podbrest, Vularija i marof Sveti Križ.
U Kraljevini Srba, Hrvata i Slovenaca, odnosno Kraljevini Jugoslaviji, ukinuta je općina Orehovica, a sela Orehovica, Podbrest, Vularija i današnji Sveti Križ pripojeni su općini Mala Subotica.
Za vrijeme mađarske okupacije 1941. – 1945. godine obnovljen je upravni ustroj kakav je bio u vrijeme Austro-Ugarske Monarhije, pa je ponovo uspostavljena općina Orehovica.
Od 1945. do 1992. godine naselja sadašnje općine Orehovica bila su u sastavu kotara Prelog i bivše općine Čakovec.
Od godine 1993. naselja Orehovica, Podbrest i Vularija pripadaju općini Mala Subotica. Tek 1997. g. Sabor i Vlada Republike Hrvatske uvažili su zahtjev mještana Orehovice, Podbresta i Vularije koji su na izborima izabrali općinsko vodstvo.
Statutom Općine Orehovica određeno je da će se 21. svibnja slaviti Dan općine Orehovica, jer je na taj dan u Velikoj vijećnici 1997. godine konstituirano prvo Vijeće općine Orehovica otkad je Republika Hrvatska postala samostalna. Godine 2002., na Dan općine, predstavljeni su grb i zastava općine. Grb Orehovice, plod oraha prirodne boje u srebrnom polju, zasniva se na imenu općine. Zastava je svijetloplava sa žuto obrubljenim grbom u sredini.
Što se vjerskog ustroja tiče, područje današnje općine Orehovice dugi je niz godina pripadalo župi Mala Subotica. Nakon što je 1971. g. sagrađena crkva, 3. siječnja 1980. g. osnovana je i samostalna župa Majke Božje Fatimske. Župa obuhvaća područje današnje općine, u sastavu novoutemeljene (1997. g.) Varaždinske biskupije.

## Poznate osobe
- Vatroslav Bertić, matematičar
- Antonia Ružić, tenisačica

## Udruge
Početak kulturnog rada u Orehovici vezan je uz pjevački zbor koji je 1945. osnovala Marija Branović. Pedesetih godina 20. stoljeća osnovano je i Kulturno–umjetničko društvo "Orehovica" koje je 1984. preimenovano u KUD "Fijolica". KUD "Fijolica" i danas aktivno djeluje s dramskom, folklornom i tamburaškom sekcijom.

## Šport
U općini djeluju 2 nogometna kluba:
- NK Croatia Orehovica
- NK Budućnost Podbrest
- stolnoteniski klub: STK Orehovica
- odbojkaški klub: OK Vularija

## Vanjske poveznice
- Službene stranice Općine Orehovica